# Виукюла
Виукюла (ест. Võuküla, виро Võukülä) — село в Естонії, входить до складу волості Ряпіна, повіту Пилвамаа.
| Естонія | Це незавершена стаття з географії Естонії. Ви можете допомогти проєкту, виправивши або дописавши її. |

1. ↑  http://metaweb.stat.ee/view_xml.htm?id=4388196&searchText=9599
2. ↑  Land and Spatial Development Board — 1990.